# Alana S. Portero
Alana S. Portero (Madrid, 1978) es una escritora, poeta, dramaturga y directora escénica española que escribe sobre cultura, feminismo y activismo LGTB con un enfoque concreto en la realidad de las mujeres trans.

## Trayectoria
Portero se crio en el barrio de San Blas en Madrid, y se licenció en Historia, especializándose en Historia Medieval, por la Universidad Autónoma de Madrid (UAM). Es escritora, dramaturga y directora escénica.
Es cofundadora de la compañía de teatro STRIGA, que dirigía y en la que actuaba. Escribe sobre cultura, feminismo y activismo LGTB para varios medios, como la revista Agente Provocador, ElDiario.es, El Salto, SModa y Vogue España, además de en su propio Patreon.
Portero ha escrito diversos libros de poemas: La habitación de las ahogadas (2017); La próxima tormenta (2014); Irredento (2011); Fantasmas (2010). También es suya la obra de teatro Música silenciosa (2008). Además, ha colaborado asimismo en numerosas antologías como La revuelta del pueblo cucaracha (2013), El descrédito (2013), Mundo Subterráneo (2015), Alcasseriana (2016), Vidas Trans (2019) o Asalto a Oz (2019).
La mala costumbre es su primera novela, que narra en primera persona la experiencia de una niña trans atrapada en un cuerpo que no sabe habitar. Presentada con gran éxito en la Feria del Libro de Fráncfort de 2022, se ha traducido a diversos idiomas, incluidos el inglés, el francés, el alemán, el italiano, y el neerlandés.

## Obra
- (2008). Música silenciosa. Teatro. Ediciones Endymion. ISBN 978-8477314684.
- (2010). Fantasmas. Poesía. Ediciones Endymion. ISBN 978-8477314967.
- (2011). Irredento. Poesía. Ediciones Endymion. ISBN 9788477315186.
- (2014). La próxima tormenta. Poesía. Ed. Origami. ISBN 9788494209406.
- (2017). La habitación de las ahogadas. Poesía. Ed. Harpo Libros. ISBN 978-8494539961.
- (2023). La mala costumbre. Novela. Ed. Seix Barral. ISBN 9788432242120.

## Reconocimientos
- (2023). «Reconocimiento Arcoíris» del Ministerio de Igualdad por «dar visibilidad a las mujeres trans en todo su trabajo y muy específicamente en su novela La mala costumbre».[23]

- (2023). Nominación al «Premio Les Inrockuptibles» (cat. publicación extranjera) por La mala costumbre.[24]
- (2024). Premio TTL 'Javier Morote' como autora revelación por La mala costumbre (Seix Barral).[25]
- (2024). Premio Cálamo 2023 (cat. mejor libro del año) por La mala costumbre. [26]
- (2024). Premio Openbank de Literatura by Vanity Fair como mejor obra de ficción en lengua española de 2023.[27]
- (2024). Premio de Literatura Almudena Grandes en la categoría de no ficción por La mala costumbre.[28]
- (2024). Premio de Narrativa Española 'Dulce Chacón de 2024 por La mala costumbre.[29]